# Quecholcohuatl
Quecholcohuatl est un noble de Chalco. Il est connu pour avoir fait la paix entre son altepetl natal de Chalco et Tenochtitlan en faisant une sérénade à son tlatoani, Axayacatl, en 1479.
Sa chanson est devenue un succès multigénérationnel et a apporté la renommée à sa ville natale d'Amaquemecan. Chimalpahin, un chroniqueur nahua, a commenté : « C'est à cause de cela qu'Amaquemecan était [autrefois] célèbre, un altepetl qui apparaît maintenant petit et sans importance ».
Son nom nahuatl se traduit approximativement par « Serpent rutilant » en français, bien qu'il ait plus tard adopté le nom chrétien Don Jerónimo, après la conquête espagnole de l'Empire aztèque de 1519-1521.

## Faire la paix
L'histoire de la manière dont Quecholcohuatl a fait la paix avec le tlatoani de Tenochtitlan, Axayacatl, est racontée dans les Huit Relations, une annale écrite par l'annaliste chalcan, Chimalpahin. L'histoire apparaît dans sa Septième Relation.
Chalco est conquise par la triple alliance aztèque dirigée par Moctezuma Ier vers 1465, après quoi les rois de Chalco sont exilés à Huexotzinco. En 1479, le peuple Chalcan en avait assez de la domination hégémonique des Aztèques et voulait rejoindre les Mexicas de Tenochtitlan, les Tépanèques de Tlacopan et les Acolhuas de Texcoco comme puissance alliée dans la vallée de Mexico. Pour y parvenir, Quecholcohuatl se rendit à Tenochtitlan en 1479, accompagné d'autres batteurs et chanteurs chalcans pour se produire devant le tlatoani, Axayacatl. Quecholcohuatl n'était pas censé être le musicien principal, mais le noble chalcan choisi s'était évanoui plus tôt dans la journée, laissant Quecholcohuatl diriger la représentation. Les Mexicas croyaient que les musiciens venaient dans le seul but de divertir le tlatoani, mais leur prestation véhiculait un message politique. Le titre de la chanson interprétée par le groupe de Chalcans se traduit approximativement par « la chanson de la femme Chalca ». Elle est chantée du point de vue d'une noble chalcane faite prisonnière pendant la guerre contre les Aztèques. La chanson souligne comment la domination aztèques a dévasté de manière disproportionnée les femmes chalcanes. Les femmes étaient considérées comme relativement égales aux hommes en temps de paix, mais elles étaient condamnées à l'esclavage sexuel par les vainqueurs, une sanction qui se transmettait à leurs enfants. La réaction de la jeune fille à sa situation évolue ; elle tente d'abord de reprendre le contrôle en séduisant son maître : « Et si je lui faisais plaisir ? » . Dans des strophes ultérieures, elle fait des références plus directes à la façon dont le maître l'exploite sexuellement, :  
Vas-tu froisser les peintures qui ornent mon corps?

Tu t'allongeras en regardant ce qui devient une verte fleur rutilante...

C'est une fleur qui se dresse, comme un quetzal, une fleur noire comme un corbeau.

Tu t'allonges sur ton lit recouvert de fleurs.

Il s'étend à l'intérieur.

Tu t'allonges sur ton lit de roseau doré.

Il s'allonge dans la caverne à la douceur de plumes.
Plus tard dans la chanson, le cœur de la femme chalcane exprime sa douleur. Elle se souvient de sa vie avant la désolation de la guerre et de l'hégémonie. Elle se souvient qu'en tant qu'enfants d'une noble femme, ses descendants devaient devenir des dirigeants, ce qu'elle regrette de perdre :
En tant que fille noble, on ne parlait que de moi qu'à travers mon futur mariage...

J'ai le cœur brisé, déchiré, ici sur terre. 

Je m'inquiète et je prends peur. 

Je me consume de rage. 

Dans mon désespoir je me dis soudain : "Hé, enfant, j'aimerais plutôt mourir

La phrase "Manoce nimiqui", que l'on pourrait traduire par « j'aimerais plutôt mourir » ou "je mourrai bientôt", vise à souligner son désespoir d’avoir perdu tout espoir d’élever des enfants influents. La chanson se termine avec la fille chalcane qui propose de vivre avec le tlatoani sans rancune, si et seulement si elle était traitée avec respect : 
Ne laisse pas ton cœur s'effondrer inutilement... 

Voici ta main. 

Viens, prends-moi la main. 

Sois content. 

Sur ta natte de roseau, sur ton trône, dors paisiblement. 

Détends-toi, roi Axacayatl
À ce moment de la représentation, le tlatoani sortait de ses appartements intérieurs, où il était avec ses femmes et vint danser, ce était considéré comme un grand honneur pour les interprètes. Une fois la musique terminée, le tlatoani se retira à l'intérieur, envoyant un messager pour convoquer l'interprète principal. Lorsque Quecholcohuatl entra, il commença à demander pardon au tlatoani. Cependant, il s’est avéré qu'Axayacatl a réellement apprécié la performance, ainsi que l'interprète. Il a aussitôt emmené Quecholcohuatl au lit avec lui et lui a demandé de ne jouer que pour lui par la suite. Chimalpahin rapporte qu'Axayacatl dit à ses femmes : « Femmes, levez-vous et rencontrez-le, asseyez-le parmi vous. Vous avez là votre rival. » . Par conséquent, on pense que Quecholcohuatl et Axayacatl ont eu des relations sexuelles cet après-midi-là.
Axayacatl mourut deux ans plus tard, en 1481. Son successeur et demi-frère aîné, Tizoc, acheva le processus de rétablissement des lignées royales et des tlatoque (pluriel de tlatoani) de Chalco en 1486.